# العلاقات الأوكرانية الإسواتينية
العلاقات الأوكرانية الإسواتينية هي العلاقات الثنائية التي تجمع بين أوكرانيا وإسواتيني.

## مقارنة بين البلدين
هذه مقارنة عامة ومرجعية للدولتين:
| وجه المقارنة                                              | أوكرانيا                                   | إسواتيني                                   |
| --------------------------------------------------------- | ------------------------------------------ | ------------------------------------------ |
| المساحة (كم2)                                             | 603.63 ألف                                 | 17.36 ألف                                  |
| عدد السكان (نسمة)                                         | 45.55 مليون                                | 1.37 مليون                                 |
| الكثافة السكانية (ن./كم²)                                 | 75.46                                      | 78.92                                      |
| العاصمة                                                   | كييف                                       | لوبامبا، مبابان                            |
| اللغة الرسمية                                             | اللغة الأوكرانية                           | لغة إنجليزية، لغة سوازي                    |
| العملة                                                    | هريفنا أوكرانية، كاربوفانيتس، روبل سوفييتي | ليلانغيني سوازيلندي                        |
| الناتج المحلي الإجمالي (بليون دولار)                      | 112.15 مليار                               | 4.41 مليار                                 |
| الناتج المحلي الإجمالي (تعادل القوة الشرائية) بليون دولار | 352.98 مليار                               | 11.13 مليار                                |
| الناتج المحلي الإجمالي الاسمي للفرد دولار أمريكي          | 2.11 ألف                                   | 3.20 ألف                                   |
| الناتج المحلي الإجمالي للفرد دولار أمريكي                 | 8.66 ألف                                   | 8.29 ألف                                   |
| مؤشر التنمية البشرية                                      | 0.747                                      | 0.531                                      |
| رمز المكالمات الدولي                                      | +380                                       | +268                                       |
| رمز الإنترنت                                              | .ua، .укр ‏                                 | .sz                                        |
| المنطقة الزمنية                                           | ت ع م+02:00، ت ع م+03:00، توقيت شرق أوروبا | التوقيت القياسي لجنوب أفريقيا، ت ع م+02:00 |

## منظمات دولية مشتركة
يشترك البلدان في عضوية مجموعة من المنظمات الدولية، منها:
| علم المنظمة | اسم المنظمة                               | تاريخ انضمام أوكرانيا | تاريخ انضمام إسواتيني |
| ----------- | ----------------------------------------- | --------------------- | --------------------- |
|             | مؤسسة التنمية الدولية                     | 27 مايو 2004          | 22 سبتمبر 1969        |
|             | يونسكو                                    | 12 مايو 1954          | 25 يناير 1978         |
|             | وكالة ضمان الاستثمار متعدد الأطراف        | 19 يوليو 1994         | 18 أبريل 1990         |
|             | الأمم المتحدة                             | 24 أكتوبر 1945        | 24 سبتمبر 1968        |
|             | الاتحاد البريدي العالمي                   | ?                     | ?                     |
|             | البنك الدولي للإنشاء والتعمير             | 3 سبتمبر 1992         | 22 سبتمبر 1969        |
|             | الاتحاد الدولي للاتصالات                  | 7 مايو 1947           | 11 نوفمبر 1970        |
|             | منظمة حظر الأسلحة الكيميائية              | ?                     | ?                     |
|             | مؤسسة التمويل الدولية                     | 18 أكتوبر 1993        | 22 سبتمبر 1969        |
|             | المركز الدولي لتسوية المنازعات الاستشارية | 7 يوليو 2000          | 14 يوليو 1971         |
|             | منظمة التجارة العالمية                    | 16 مايو 2008          | ?                     |
|             | منظمة الشرطة الجنائية الدولية             | ?                     | ?                     |

## وصلات خارجية
- موقع وزارة الخارجية الأوكرانية